# Pilies gatvė
Pilies gatvė (dansk: ~ Slots Gade) er et af hovedstrøgene i Senamiestis seniūnija, det gamle Vilnius, hovedstaden i Litauen.
Den korte gade løber fra Domkirkepladsen (litauisk: Katedros aikštė) til Rådhuspladsen (litauisk: Vilniaus rotušė).
Pilies gatvė rummer Vilnius' mest populære marked for traditionel folkelig kunst.
Markedet har velassorterede souvenirs og kunsthåndværks boder. Der er flere ravbutikker, modebutikker, cafeer og spisesteder i Pilies gatvė.
Pilies gatvė er kendt for Kaziukas marked, som holdes første søndag efter St. Casimirs dag, den 4. marts. Kunsthåndværkere og folkemusikere fra alle hjørner af Litauen deltager, ligesom malerier, madvarer som rugbrød, honningkager, kød og mejeriprodukter, honning, øl og traditionel kvas (brød-drik) (litauisk: gira) sælges på markedet.
Hvis en begivenhed fejres i Vilnius lægger de fleste optog vejen forbi Pilies gatvė. Uanset om det er jule-optog, påske-optog, optog på uafhængighedsdagen eller en spontan fest når det litauiske basketball hold har vundet en vigtig sejr er Pilies gatvė stedet.
Vilnius Universitet ligger mellem Pilies gatvė og Universiteto gatvė (dansk: ~ Universitets Gaden).
I Pilies gatvė nr. 26 ligger Underskrivernes Hus (litauisk: Signatarų namai). Her blev Litauens uafhængighedserklæring underskrevet 16. februar 1918. Underskrivernes Hus har siden 2000 været museum.

## Galleri
- Pilies gatvė med udsigt til Gediminas' tårn
- Pilies gatvė nr. 26, Underskrivernes Hus
- Kaziukas marked 2003
- Pilies gatvė er populær makedsplads for kunsthåndværk og malerier